# Küchelbächel
Das Küchelbächel ist der linke Quellast des Mühlbaches, eines linken Zuflusses der Isar in Oberbayern. Es fließt direkt durch den Klostergarten des Klosters Schäftlarn.